# Парагільмен
Парагільме́н  (крим. Paragilmen, від сер. грецьк. парагіноме виходити за межі чогось) — комплексна пам'ятка природи Криму і України (1964 р.), усамітнена скеля Головної гряди Кримських гір.

## Опис

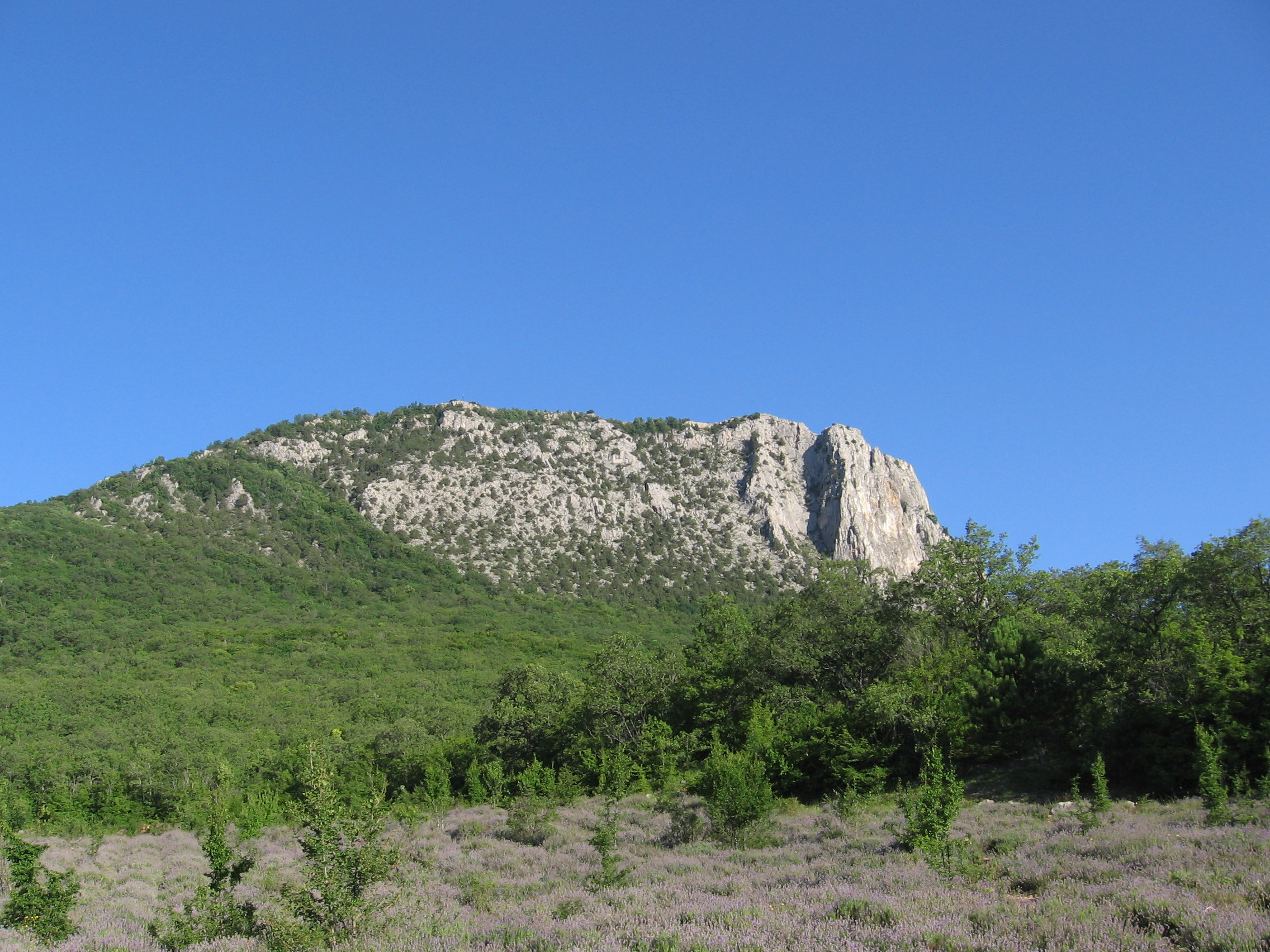
Парагільмен. Літо 2010 р.

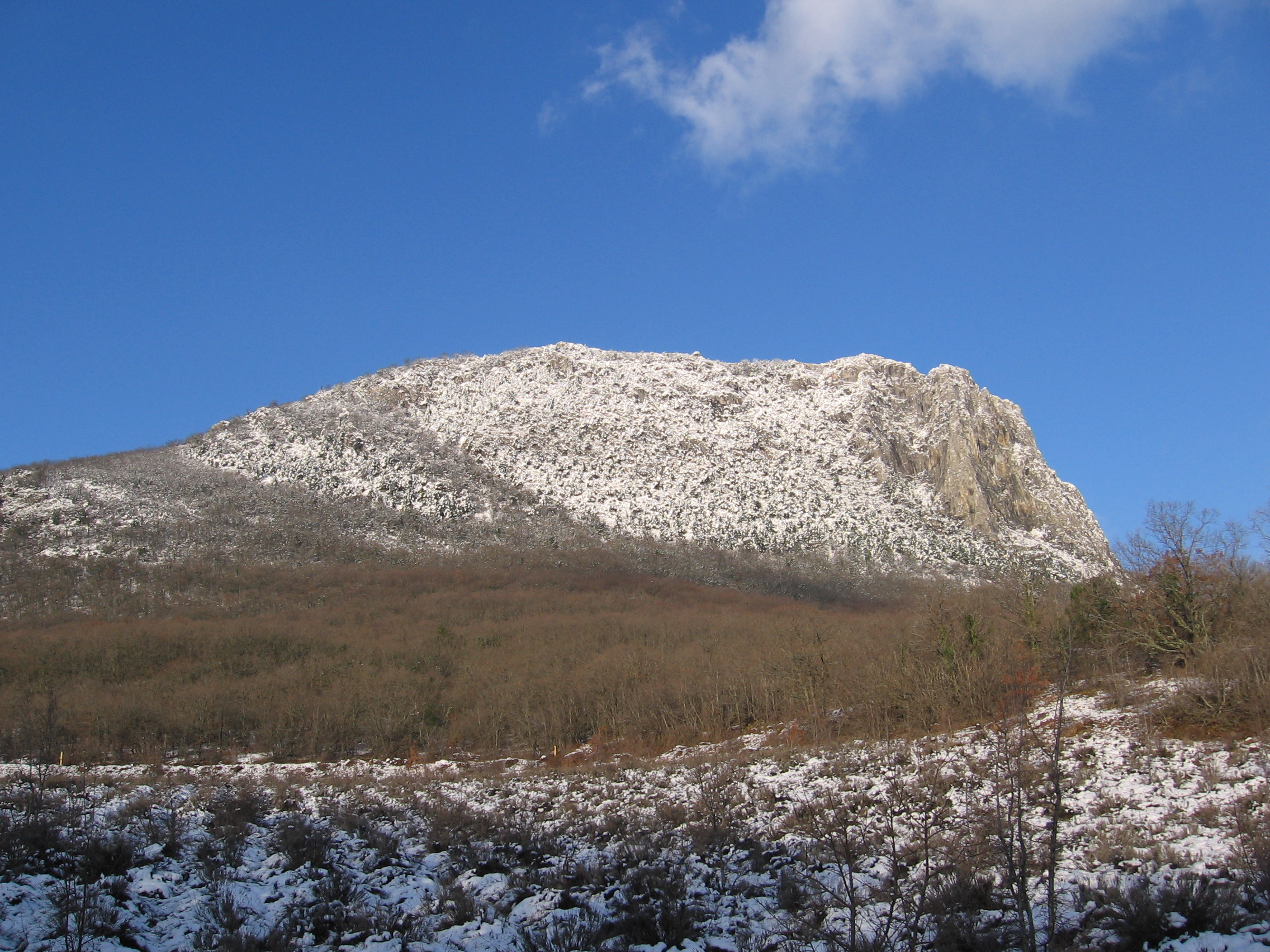
Парагільмен. Зима 2010 р.

Висота — 871 метр. Розташована над селищем Малий Маяк, що входить до Великої Алушти. Найближчий гірський масив — Бабуган-яйла. Західніше Парагільмену — гора Шарха. Між нею і Парагільменом — яр Амітин-Дереси.
Поблизу Парагільмену пролягає відома стежка Талма-Богаз на Бабуган-Яйлу.
З боку моря ця гора схожа на велику трапецію; у неї круті, до 60 — 80° схили і сплощена вершина, витягнута з півдня на північ майже на півкілометра. На Парагільмені росте близько 30 видів дерев і чагарників, з них 10 — занесені до Червоної книги. Пам'яткою Парагільмена є два великих тиса на вершині гори. Діаметр стовбура одного з них — близько 70 сантиметрів, а могутні гілки розрослися на 7-8 метрів. Цей тис-гігант, ймовірно, є одним з найстаріших дерев Криму.
Парагільмен — традиційне місце для українських скелелазів. Гора Парагільмен — пам'ятка природи з 1964 року.

## Галерея

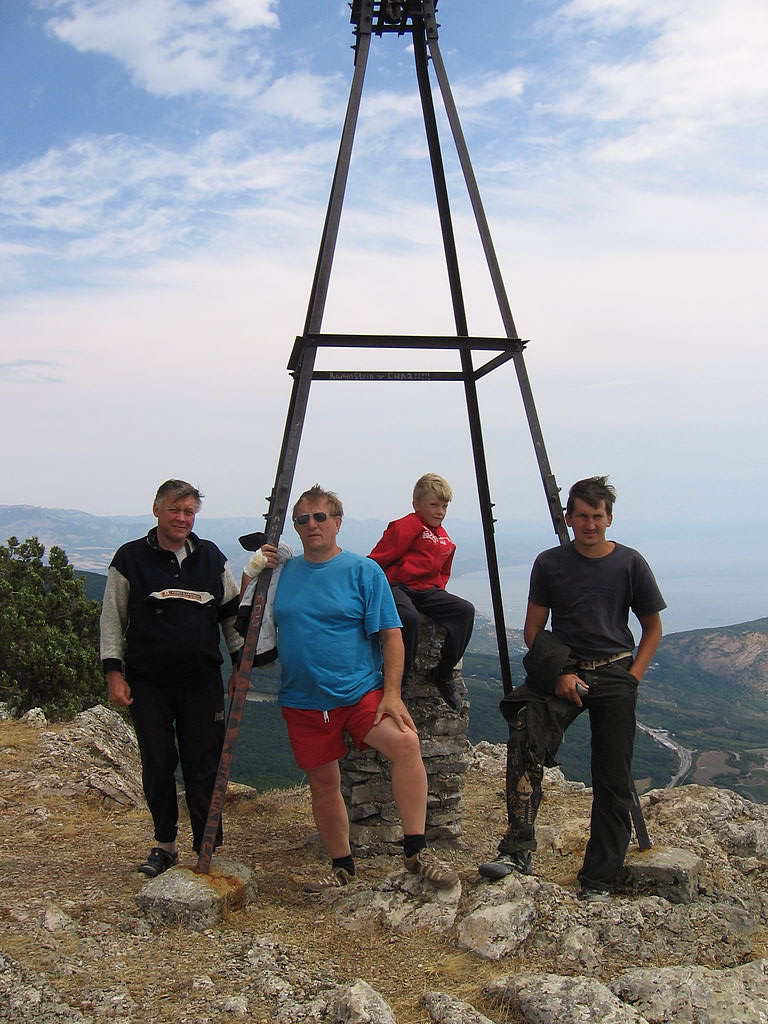
Група українських туристів на вершині, 2008 р.
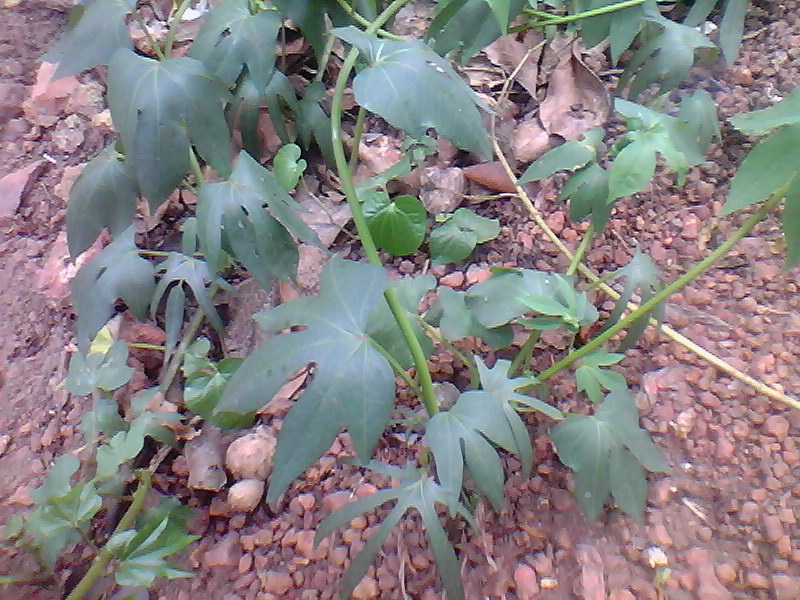
Парагільмен.  Літо 2010 р.
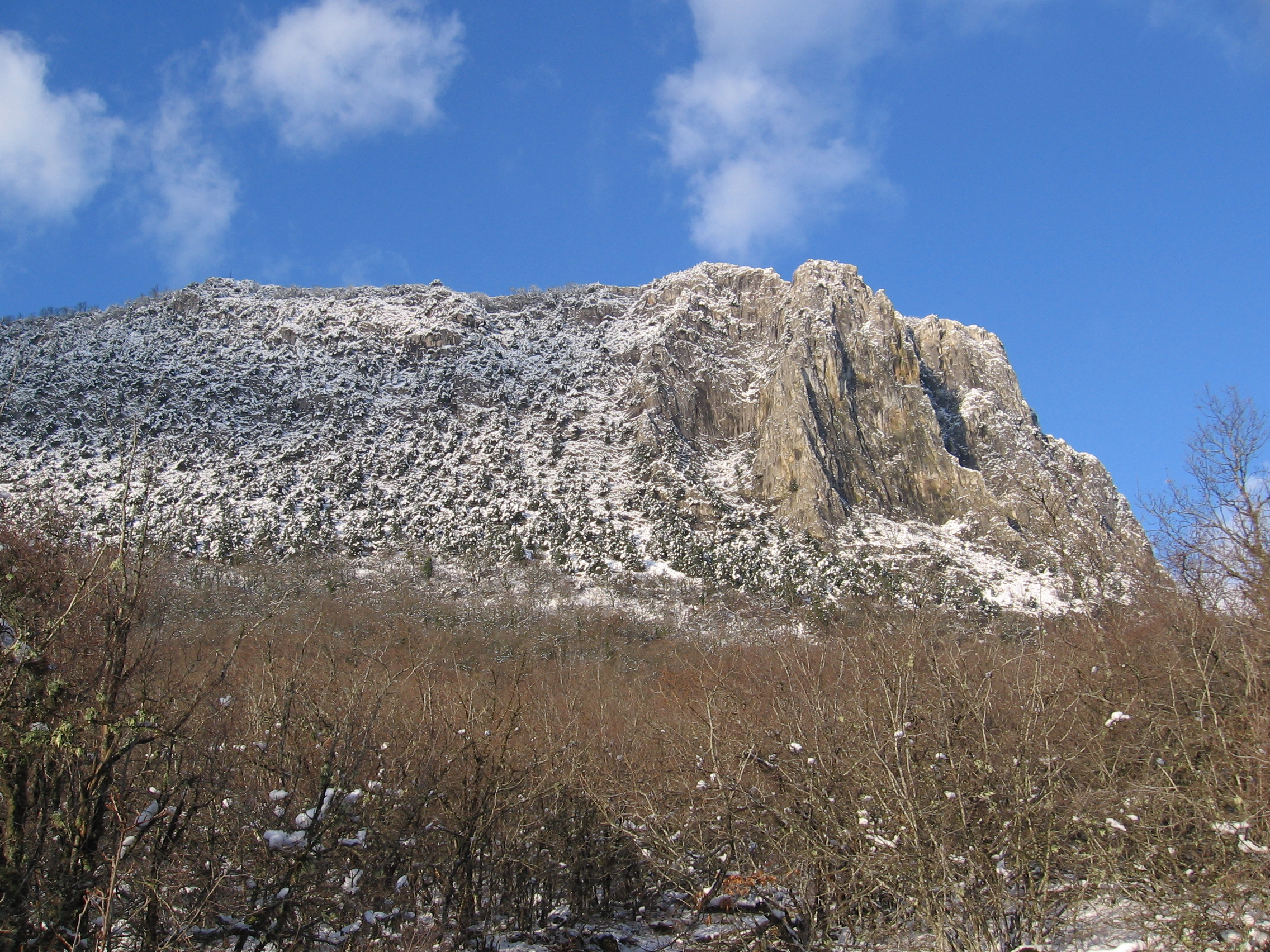
Зима 2014 р. Вид із Малого Маяка
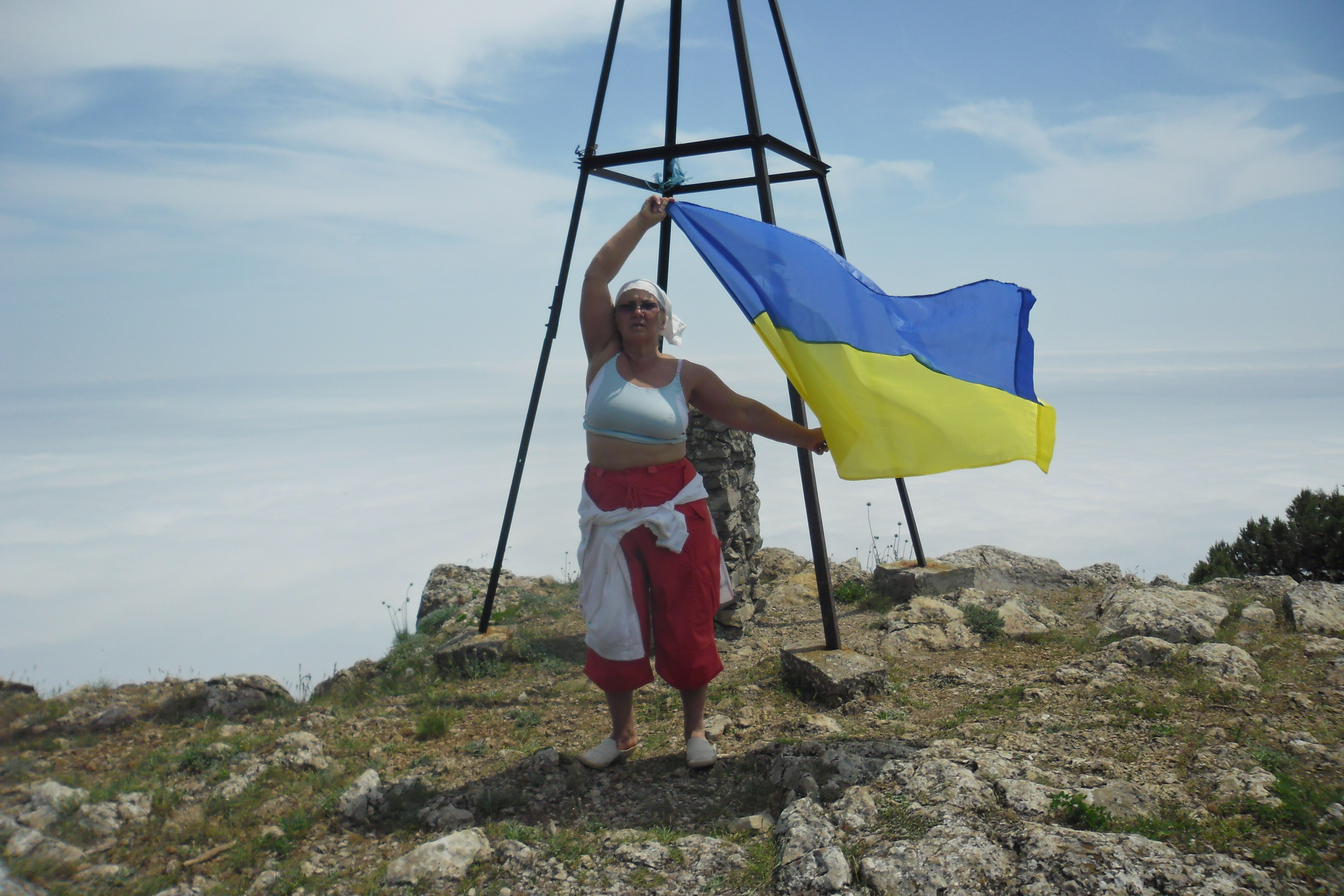
Парагільмен.  На вершині Літо 2012 р.
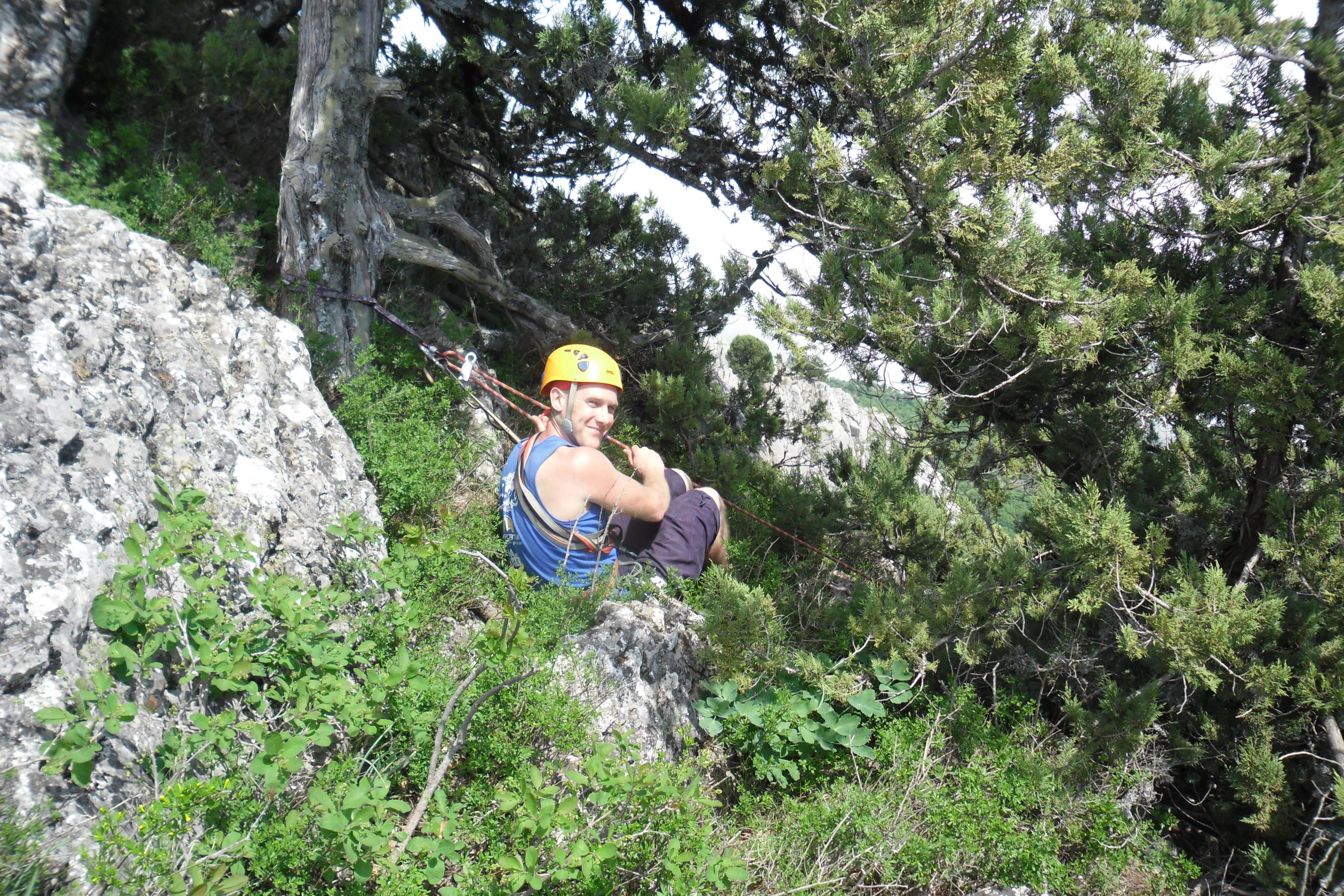
Верхня страховка при скелелазінні. Гора Парагільмен. 2012 р.
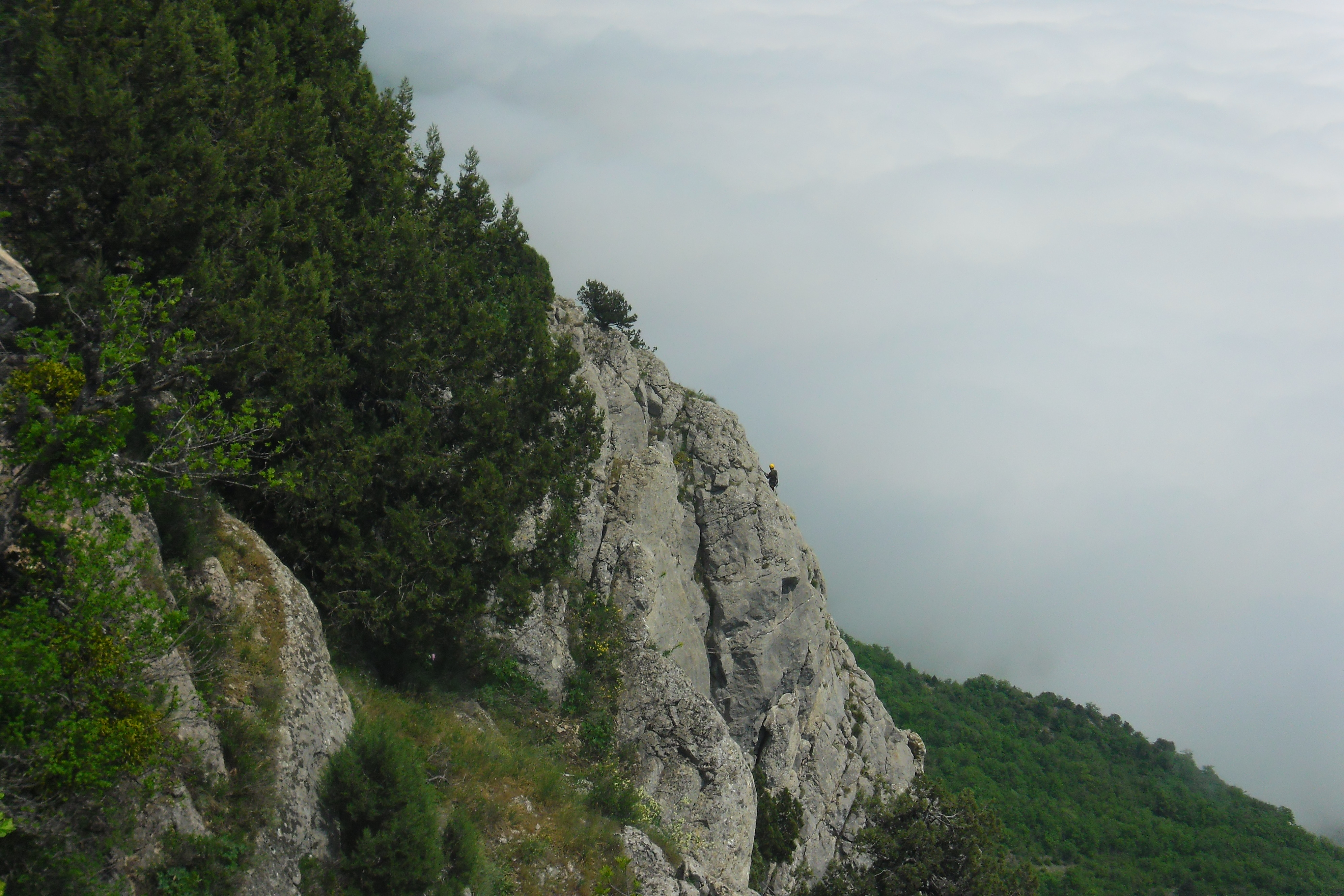
Українські скелелази на г. Парагільмен. 2012 р.
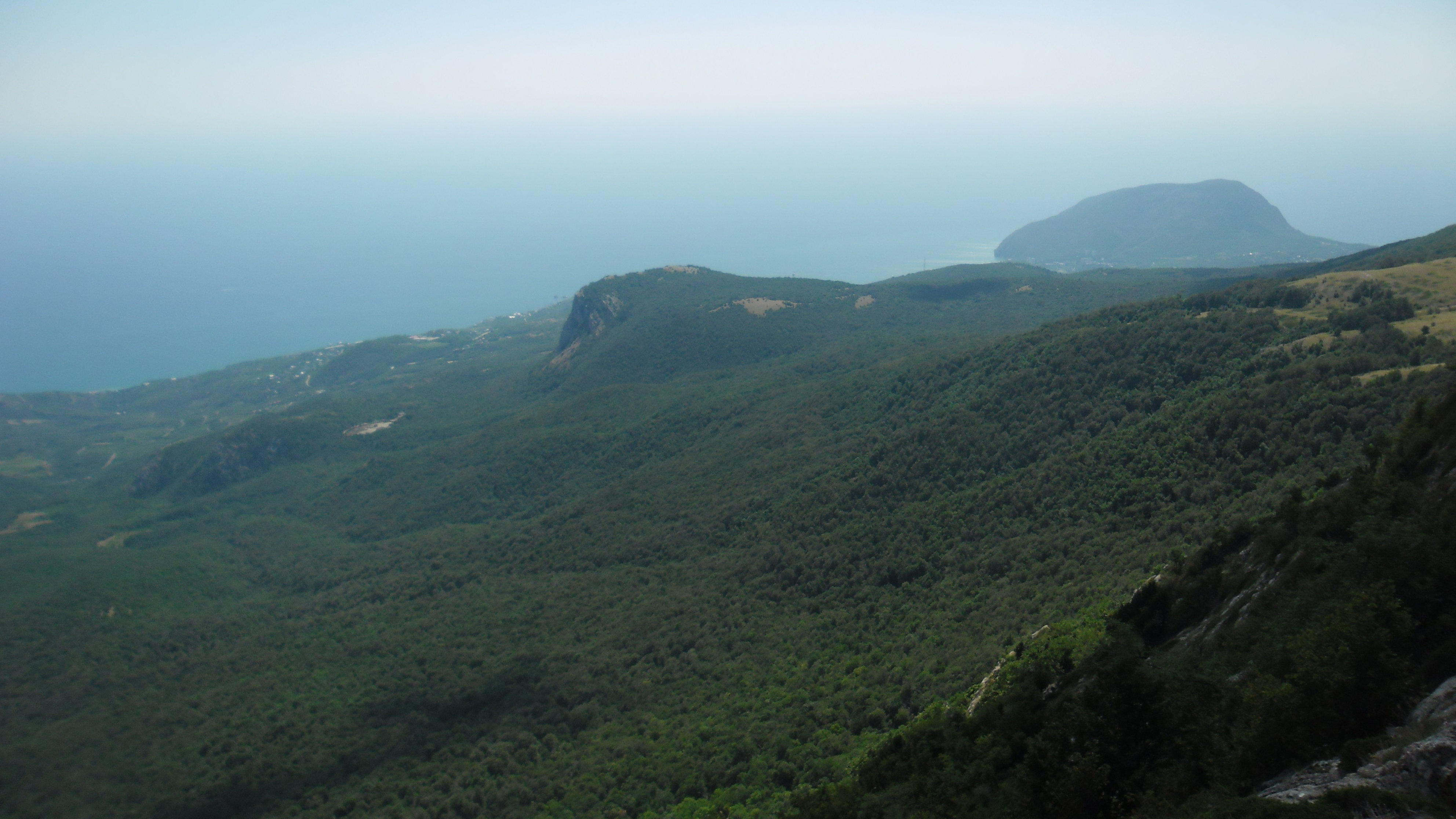
Парагільмен. Вид із Бабуган-Яйли від гори Куш-Кая (Бабуган-яйла)
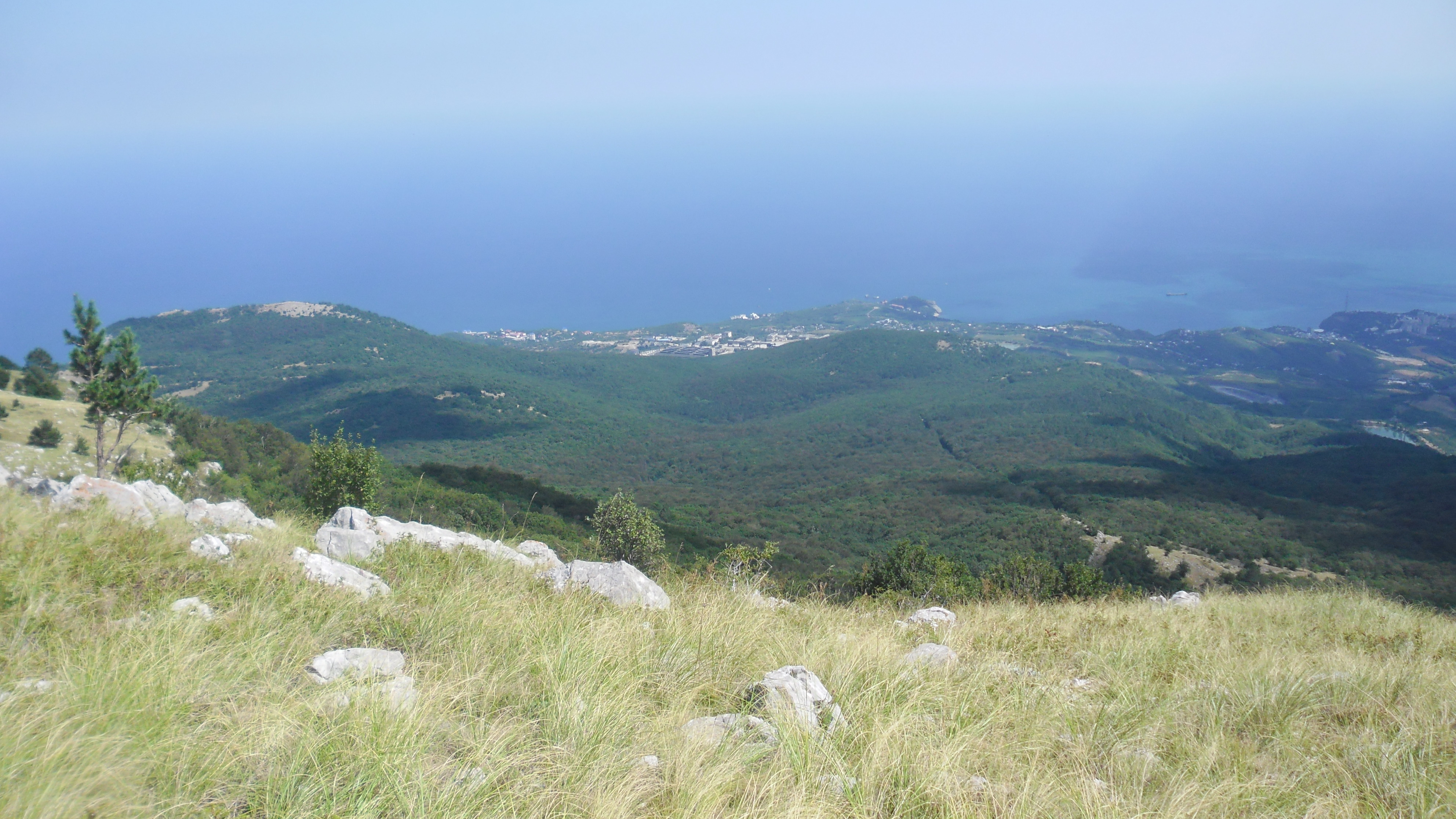
Парагільмен і Шарха. Між ними - яр Амітин-Дереси. За ними - Шархинський кар'єр і Малий Маяк. Вид із Бабуган-Яйли. 2016
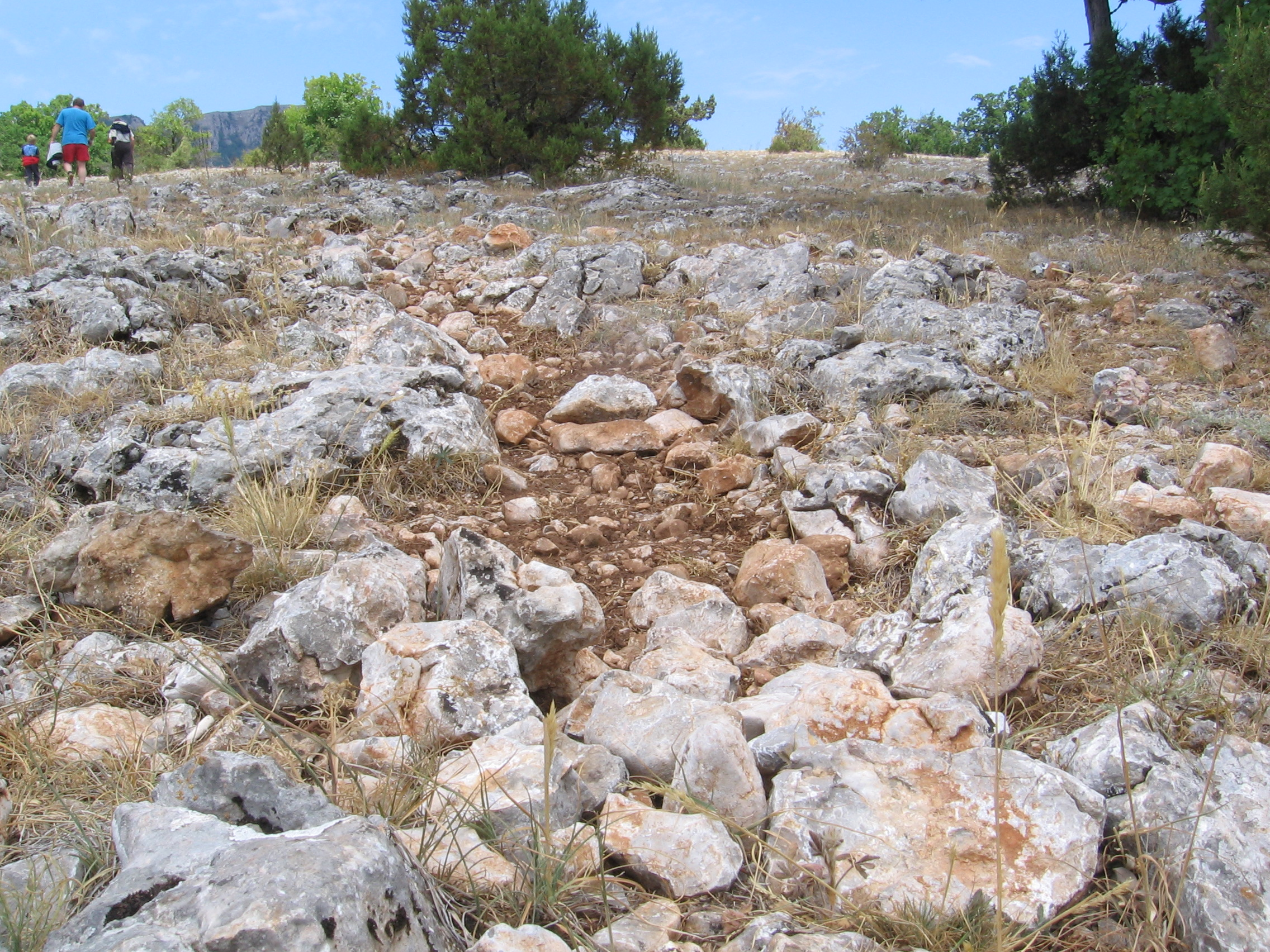
Парагільмен. Місцевість на вершині гори
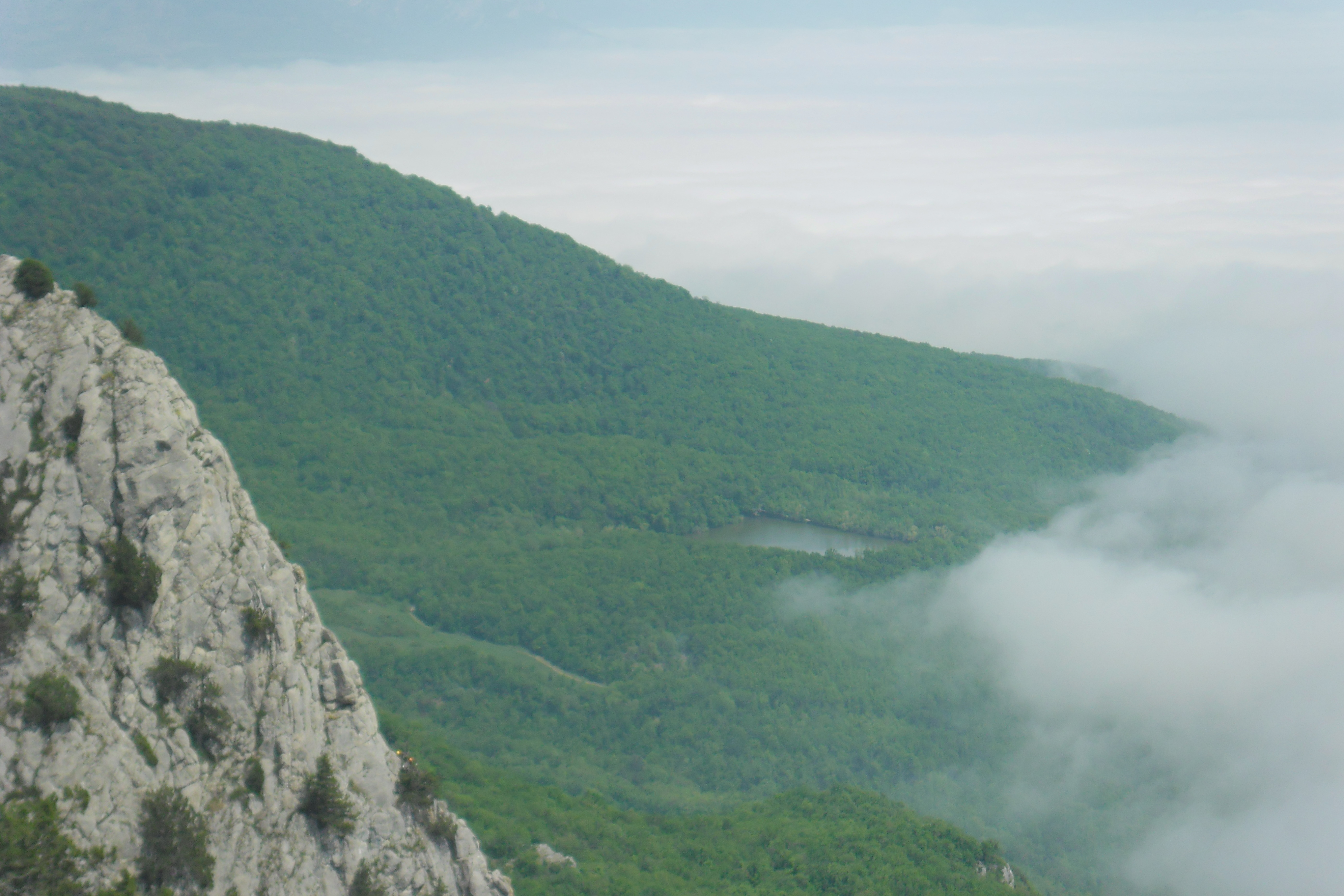
Вид на гірське озеро з Парагільмена.

## Цікаво
У серпні 2015 року невідомі зрізали геодезичний знак (три його опори) на вершині Парагільмена.